# SAFEGE

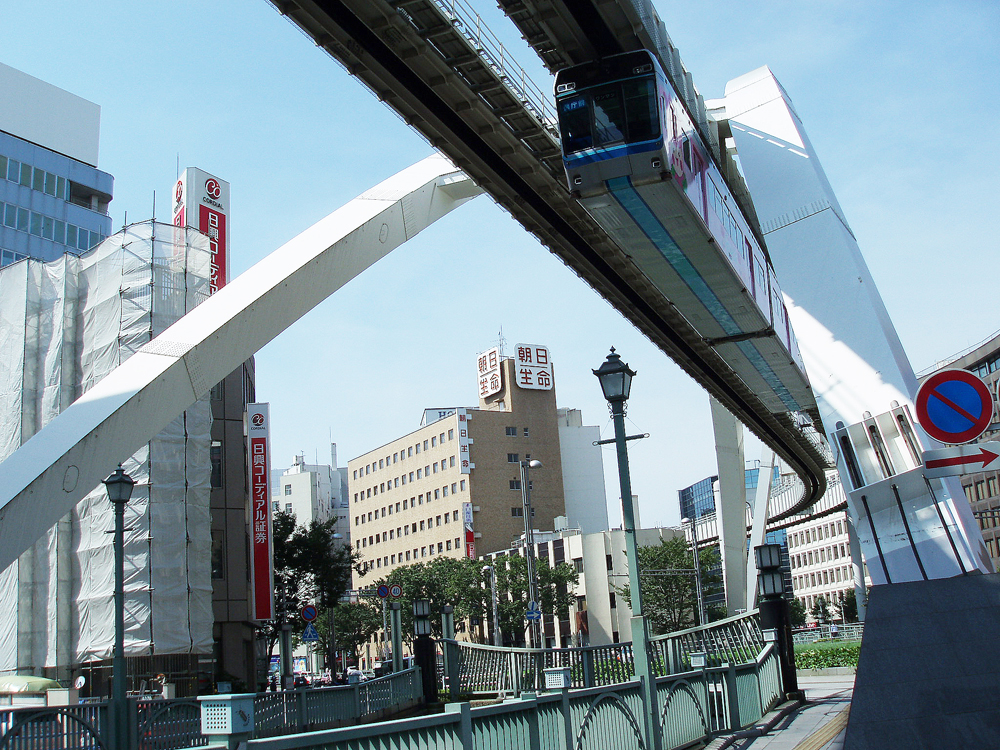
Городской монорельс Тибы

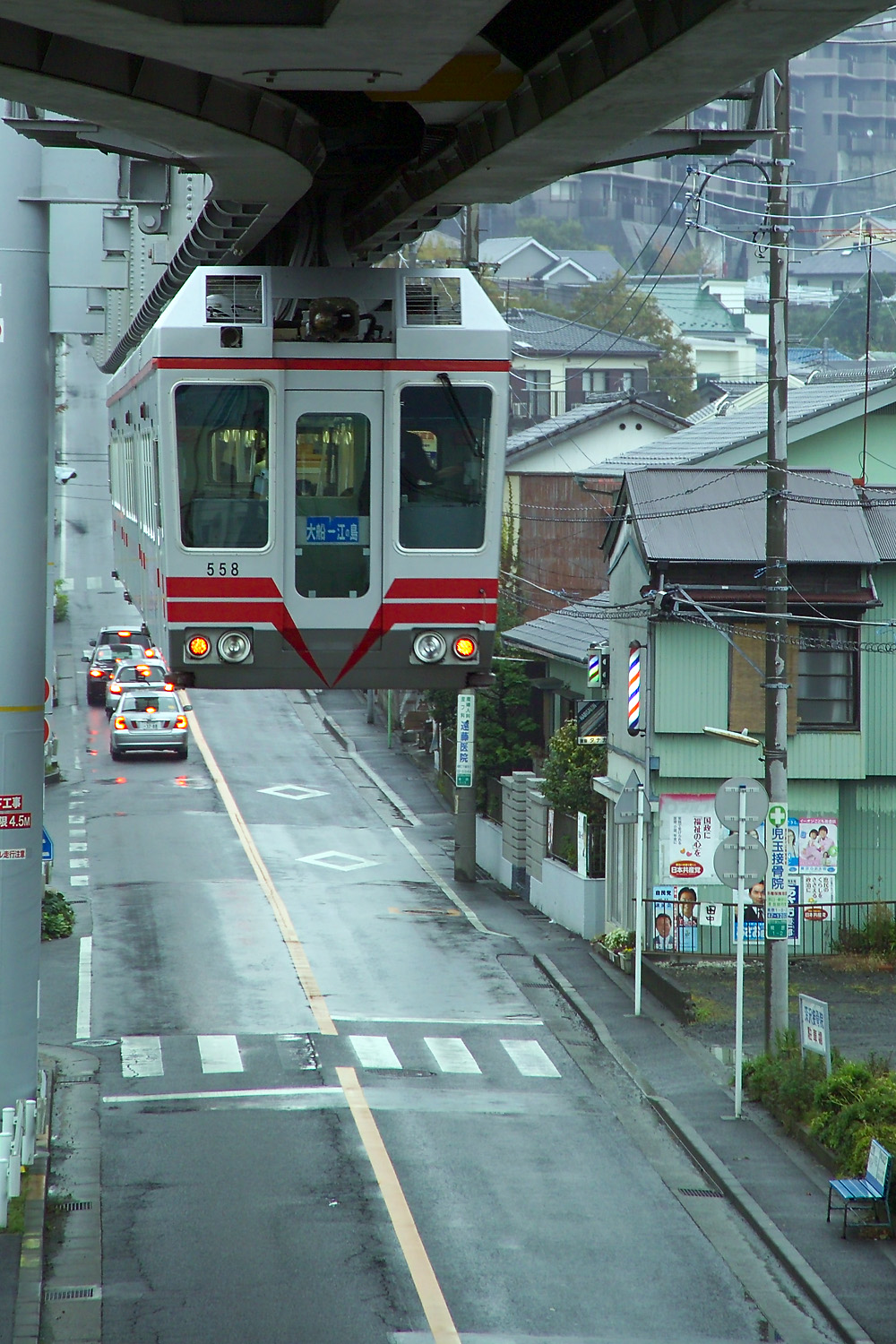
Монорельсовая дорога Сёнан в Японии

Французское общество с ограниченной ответственностью по управлению и изучению бизнеса (фр. Société anonyme française d'études de gestion et d'entreprises) или Safège — это компания, первоначально созданная консорциумом из 25 компаний, включая Мишлен (Michelin) и Рено (Renault).
До марта 2015 года Safège был дочерней компанией Suez Environnement, в качестве инженерного бюро по водным ресурсам и окружающей среде, но не только, поскольку он также занимался дорогами и государственными финансами.
12 марта 2015 года торговая марка Safège была отменена в пользу единой торговой марки материнской группы: Suez Environnement, которая в июле 2015 года стала Suez.

## История
Созданная в 1919 году как холдинговая компания, владеющая долями в компаниях по водо-, газо- и электроснабжению, Safège в то время была французской вспомогательной компанией по электро-, газо- и водоснабжению.
В 1947 году, после национализации энергетического сектора, Safège стала консалтинговой инженерной компанией и превратилась в Анонимное французское общество по изучению, управлению и предпринимательству (SAFEGE), затем в Анонимное французское общество по изучению и управлению (SAFEGE) в 1965 году, после чего окончательно стала называться SAFEGE.
Начиная с 1950-х годов, благодаря своему опыту в области гидрогеологии, под руководством Романа Карпоффа компания SAFEGE стала одним из участников процесса развития питьевого водоснабжения. Помимо исследований в Африке, SAFEGE стояла у истоков создания скважинного месторождения Обергенвиль, которое до сих пор производит 30 миллионов кубометров в год для западной части Парижа, и разработки каптированного водоносного горизонта под Эр-Риядом.

## Монорельс
Аббревиатура SAFEGE получила международную известность, благодаря разработанной компанией подвесной монорельсовой системе. В 1960-х годах в Шатонёф-сюр-Луар работала испытательная установка.
Mitsubishi Heavy Industries построила две монорельсовые системы SAFEGE, которые эксплуатируются в Японии (монорельс Тибы и монорельс Сёнан). Кстати, система, основанная на тех же принципах, — это система H-Bahn, разработанная компанией Siemens.